# Dioști
Dioști è un comune della Romania di 3245 abitanti, ubicato nel distretto di Dolj, nella regione storica dell'Oltenia.
Il comune è formato dall'unione di 3 villaggi: Ciocănești, Dioști, Radomir.